# Касумов Мір Башир Фатах огли
Мір Башир Фатах огли Касумов (нар. 1879, село Дашбулаг Тебризького вілаяту Південного Азербайджану, тепер Ходжалинського району, Азербайджан — 23 квітня 1949, місто Баку, Азербайджан) — радянський діяч, голова Президії Верховної ради Азербайджанської РСР. Депутат Верховної Ради СРСР 1—2-го скликань (1937—1949), заступник голови Президії Верховної Ради СРСР 1—2-го скликань. 

## Біографія
Народився в бідній селянській родині. У революційному русі з 1898 року.
З 1905 року — робітник на заводах в Балаханах (Баку).
Член РСДРП(б) з 1905 року. Учасник Революції 1905—1907 років, член бойової дружини Бакинської організації більшовиків.
У 1917—1918 роках вів партійну роботу в Баку і Ленкоранському повіті. З 1918 по 1920 рік — на підпільній роботі в Азербайджанській Республіці. На 1-му з'їзді КП(б) Азербайджану (лютий 1920) обраний членом ЦК партії. Один з організаторів повстання проти азербайджанського мусаватистського уряду в квітні 1920 року.
29 квітня 1920 — травень 1921 року — член Революційного комітету Азербайджану в Баку, очолював Бакинську робітничо-селянську інспекцію.
У травні 1921 — 1924 року — заступник голови Центрального виконавчого комітету Азербайджанської РСР.
Потім перебував на відповідальній партійній і господарській роботі.
У 1931—1935 роках — заступник голови Центрального виконавчого комітету Азербайджанської РСР.
У 1935—1937 роках — народний комісар соціального забезпечення Азербайджанської РСР.
У червні 1937 — 18 липня 1938 року — в.о. голови Центрального виконавчого комітету Азербайджанської РСР.
21 липня 1938 — 23 квітня 1949 року — голова Президії Верховної Ради Азербайджанської РСР.

## Нагороди
- два ордени Леніна (27.04.1940,)
- орден Трудового Червоного Прапора (1943)